# Processus Drell-Yan
 (décembre 2023).
La mise en forme du texte ne suit pas les recommandations de Wikipédia : il faut le « wikifier ».
Les points d'amélioration suivants sont les cas les plus fréquents. Le détail des points à revoir est peut-être précisé sur la page de discussion.
- Les titres sont pré-formatés par le logiciel. Ils ne sont ni en capitales, ni en gras.
- Le texte ne doit pas être écrit en capitales (les noms de famille non plus), ni en gras, ni en italique, ni en « petit »…
- Le gras n'est utilisé que pour surligner le titre de l'article dans l'introduction, une seule fois.
- L'italique est rarement utilisé : mots en langue étrangère, titres d'œuvres, noms de bateaux, etc.
- Les citations ne sont pas en italique mais en corps de texte normal. Elles sont entourées par des guillemets français : « et ».
- Les listes à puces sont à éviter, des paragraphes rédigés étant largement préférés. Les tableaux sont à réserver à la présentation de données structurées (résultats, etc.).
- Les appels de note de bas de page (petits chiffres en exposant, introduits par l'outil «  Source ») sont à placer entre la fin de phrase et le point final[comme ça].
- Les liens internes (vers d'autres articles de Wikipédia) sont à choisir avec parcimonie. Créez des liens vers des articles approfondissant le sujet. Les termes génériques sans rapport avec le sujet sont à éviter, ainsi que les répétitions de liens vers un même terme.
- Les liens externes sont à placer uniquement dans une section « Liens externes », à la fin de l'article. Ces liens sont à choisir avec parcimonie suivant les règles définies. Si un lien sert de source à l'article, son insertion dans le texte est à faire par les notes de bas de page.
- La présentation des références doit suivre les conventions bibliographiques. Il est recommandé d'utiliser les modèles {{Ouvrage}}, {{Chapitre}}, {{Article}}, {{Lien web}} et/ou {{Bibliographie}}. Le mode d'édition visuel peut mettre en forme automatiquement les références.
- Insérer une infobox (cadre d'informations à droite) n'est pas obligatoire pour parachever la mise en page.

Pour une aide détaillée, merci de consulter Aide:Wikification.
Si vous pensez que ces points ont été résolus, vous pouvez retirer ce bandeau et améliorer la mise en forme d'un autre article.

Processus Drell-Yan : un quark d'un hadron et un antiquark d'un autre hadron s'annihilent pour créer une paire de leptons par échange d'un photon virtuel.

Le processus Drell–Yan est la réaction à la base de la diffusion hadron-hadron à haute énergie par laquelle un quark d'un hadron et un antiquark d'un autre hadron s'annihilent, créant un photon virtuel ou boson Z qui se désintègre en une paire de leptons de charges opposées. L’énergie de la paire quark-antiquark en collision peut être presque entièrement transformée en la masse des nouvelles particules. Ce processus a été suggéré pour la première fois par Sidney Drell et Tung-Mow Yan en 1970 pour décrire la production de paires lepton – antilepton lors de collisions hadroniques à haute énergie. Expérimentalement, ce processus a été observé pour la première fois par JH Christenson et al. dans les collisions proton-uranium au Synchrotron à Gradient Alterné (en : Alternating Gradient Synchrotron) .

## Aperçu
Le processus Drell–Yan est étudié à la fois dans des expériences sur cible fixe et sur collisionneur. Il fournit des informations précieuses sur les fonctions de distribution des partons (PDF) qui décrivent la manière dont l'impulsion d'un nucléon de haute énergie entrant est répartie entre ses partons constitutifs. Ces PDF sont des ingrédients de base pour calculer en pratique tous les processus dans les collisionneurs de hadrons. Bien que les PDF devraient en principe être dérivables, la méconnaissance actuelle de certains aspects de l'interaction forte l’empêche. Au lieu de cela, les formes des PDF sont déduites de données expérimentales.

## Processus Drell–Yan et diffusion profondément inélastique
Les PDF sont déterminés à l'aide des données mondiales de la diffusion profondément inélastique, du processus Drell-Yan, etc. Le processus Drell-Yan est étroitement lié à la diffusion profondément inélastique ; le diagramme de Feynman du processus Drell – Yan est obtenu si le diagramme de Feynman de diffusion profondément inélastique est tourné de 90 °. Un photon virtuel de type temporel ou boson Z est produit dans le canal s dans le processus Drell–Yan, tandis qu'un photon virtuel ou boson Z de type spatial est produit dans le canal t dans la diffusion profondément inélastique.

## Sensibilité à l'asymétrie de la mer de quarks légers dans le proton
On avait naïvement cru que la mer de quarks dans le proton était formée par des processus de chromodynamique quantique (QCD) qui ne faisaient pas de distinction entre les quarks up et down. Cependant, les résultats de la diffusion inélastique profonde de muons de haute énergie sur des cibles de protons et de deutons par le CERN-NMC, a montré qu'il y a plus de d que de u dans le proton. La somme de Gottfried mesurée par le NMC était de 0,235 ± 0,026, ce qui est nettement inférieur à la valeur attendue de 1/3. Cela signifie que d(x )-u(x) intégré sur Bjorken x de 0 à 1,0 est de 0,147 ± 0,039, indiquant une asymétrie de saveur dans la mer de protons. Des mesures récentes utilisant la diffusion Drell-Yan ont sondé l'asymétrie de saveur du proton,,. Pour l'ordre dominant dans la constante de couplage d'interaction forte, αs, la section efficace de Drell-Yan est donnée par
{\displaystyle {\frac {d^{2}\sigma }{dx_{1}dx_{2}}}={\frac {4\pi \alpha }{9x_{1}x_{2}}}\sum _{i\in u,d,s,\cdots }e_{i}^{2}\left[q_{i}^{A}(x_{1}){\bar {q}}_{i}^{B}(x_{2})+{\bar {q}}_{i}^{A}(x_{1})q_{i}^{B}(x_{2})\right]}
où {\displaystyle \alpha } est la constante de structure fine, {\displaystyle e_{i}} est la charge du quark de saveur {\displaystyle i}, et {\displaystyle q_{i}^{A,B}(x_{1,2})} désigne la fonction de distribution des partons du hadron {\displaystyle A} et du hadron {\displaystyle B}, avec un élan {\displaystyle x_{1}} et {\displaystyle x_{2}} respectivement. De la même manière {\displaystyle {\bar {q}}_{i}^{A,B}(x_{1,2})} désigne les distributions d'antiquark.
En utilisant la symétrie d'isospin, les fonctions de distribution des partons pour le proton et le neutron sont liées comme suit :
{\displaystyle {\begin{aligned}u(x)&\equiv u^{p}(x)=d^{n}(x)\\d(x)&\equiv d^{p}(x)=u^{n}(x)\\{\bar {u}}(x)&\equiv {\bar {u}}^{p}(x)={\bar {d}}^{n}(x)\\{\bar {d}}(x)&\equiv d^{p}(x)={\bar {u}}^{n}(x)\\\end{aligned}}}
Par conséquent, la section efficace de Drell-Yan du proton sur le deutérium par rapport au proton sur l'hydrogène peut s'écrire sous la forme
{\displaystyle {\begin{aligned}{\frac {\sigma ^{pd}}{2\sigma ^{pp}}}&={\frac {\sigma ^{pn}+\sigma ^{pp}}{2\sigma ^{pp}}}\\&={\frac {1}{2}}\left[1+{\frac {4u(x_{1}){\bar {d}}(x_{2})+d(x_{1}){\bar {u}}(x_{2})}{4u(x_{1}){\bar {u}}(x_{2})+d(x_{1}){\bar {d}}(x_{2})}}\right]\end{aligned}}}
Profitant du fait qu'il y a plus de quarks {\displaystyle u} dans le proton, ce rapport peut être approximé comme
{\displaystyle {\frac {\sigma ^{pd}}{2\sigma ^{pp}}}\approx {\frac {1}{2}}\left[1+{\frac {{\bar {d}}(x_{2})}{{\bar {u}}(x_{2})}}\right]}
où {\displaystyle {\bar {d}}(x)} et {\displaystyle {\bar {u}}(x)} sont les distributions des quarks anti-down et anti-up dans la mer de protons et {\displaystyle x} est la variable d'échelle de Bjorken-{\displaystyle x} (la fraction d'impulsion du quark cible dans le modèle de partons ).

## Production de bosons Z
La production de bosons Z par le processus Drell–Yan offre l'opportunité d'étudier les couplages du boson Z avec les quarks. La principale observable est l' asymétrie avant-arrière dans la distribution angulaire des deux leptons dans leur référentiel du centre de masse.
S'il existe des bosons de jauge neutre plus lourds (voir Boson Z' ), ils pourraient être découverts comme un pic dans le spectre de masse invariant du dilepton de la même manière que le boson Z standard apparaît en vertu du processus Drell-Yan.

## Processus Drell-Yan et événement sous-jacent
Même si les processus QCD à haute énergie sont accessibles via la théorie des perturbations, les effets à plus faible énergie comme l'hadronisation ne sont encore compris que d'un point de vue phénoménologique. Puisque les bosons Z sont incapables de transporter des charges de couleur, les propriétés de l' événement sous-jacent peuvent être étudiées efficacement dans des sélections d'évènements de Drell–Yan {\displaystyle Z^{0}\to \ell ^{+}\ell ^{-}}, où les candidats Z et leurs produits de désintégration sont ignorés. Ce qui reste est l’événement sous-jacent pur, insensible à la physique du processus dur Drell-Yan. D'autres processus peuvent subir des problèmes d'identification erronée, car ils peuvent également produire des jets hadroniques dans le processus dur.

## Voir également
- Fermilab E-906/SeaQuest